# Bärenhügel

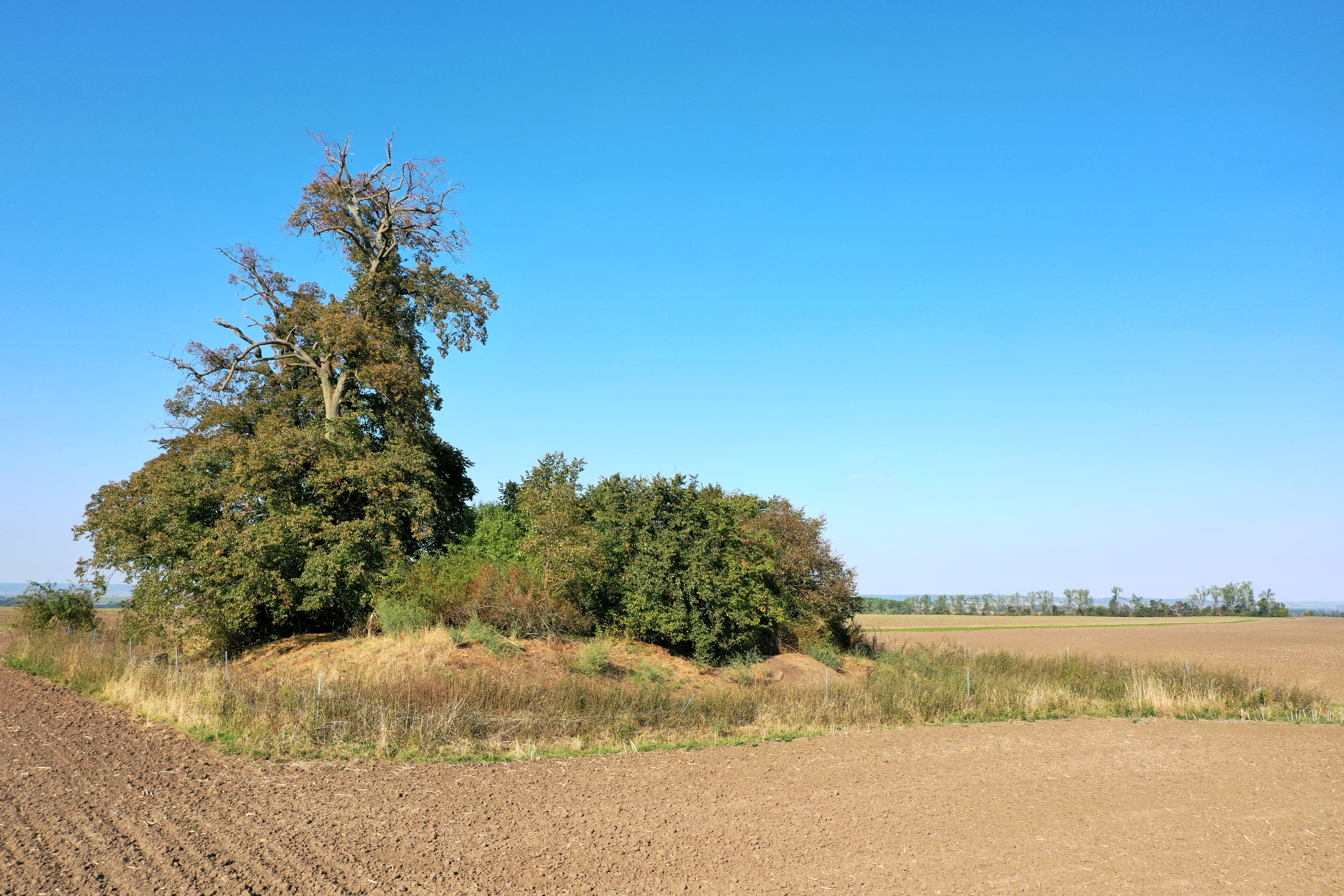
Bärenhügel

Auf dem breiten Rücken des Kleinen Ettersberges nahe Wohlsborn nördlich von Weimar liegt der mit Bäumen bestandene Bärenhügel südöstlich vom Ort. Er ist die letzte Anhöhe eines ehemals sehr mächtigen Grabhügels, der abgetragen wurde. Er hat für die prähistorische Archäologie Thüringens eine zentrale Bedeutung. Eine Ausgrabung führte 1819/20 Christian August Vulpius im Auftrage Goethes durch. Der Platz wurde seit der Jungsteinzeit als Begräbnisstätte und Kultplatz genutzt. Die mit Linden markierte Erhebung liegt im Bereich der Plattenkalke des oberen Muschelkalks, umgeben von Agrarflächen. Der urgeschichtliche Grabhügel ist nach seiner teilweisen Abtragung noch einen Meter hoch. Ursprünglich hatte er die Höhe von drei Metern. Alfred Goetze 1890 legte zwei Steinkreise und Körperbestattungen frei. Es wurde davon ausgegangen, dass es sich um Menschenopfer handelte.
An dieser Stelle wurden an bronzezeitlichen Funden Bronzenadel und Keramik freigelegt. Eine Sage vom silbernen Sarge hatte mehrfach Anlass zu Schatzgräberei gegeben.
Der Name Bärenhügel kommt wahrscheinlich nicht von Bären, sondern von den dort gut gedeihenden Beeren-Sträuchern. Nachgewiesen ist der Name erst seit dem 19. Jahrhundert. Nach einer Deutung von Goetze bezieht sich der Name auf eine Feuerstelle. Dieser Deutung folgt die Forschung aber nicht.
Unweit hiervon befindet sich Linkers Hof in Kromsdorf. Der Bärenhügel steht auf der Liste der Kulturdenkmale in Am Ettersberg.